# Riva degli Schiavoni

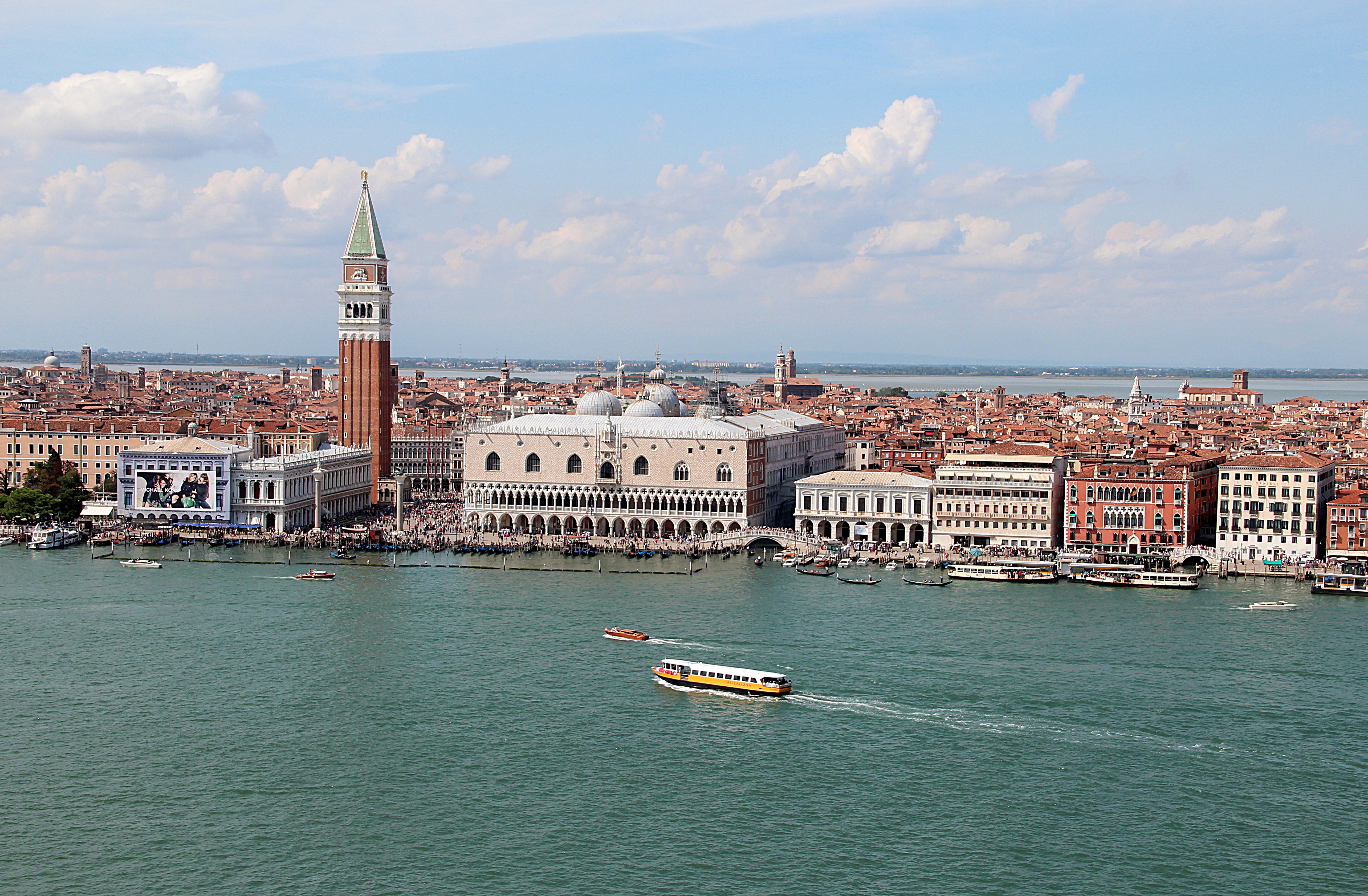
Panorama

La Riva degli Schiavoni (en français : le quais des Esclavons) est un front de mer situé à Venise. Il s'agit d'un chemin de promenade situé le long du front de mer sur le bassin de Saint-Marc. De nombreux bateaux et embarcations qui transportent des touristes du continent et des bateaux de croisière accostent sur la Riva pour permettre aux passagers de débarquer à proximité de la Place Saint Marc. 

## Histoire

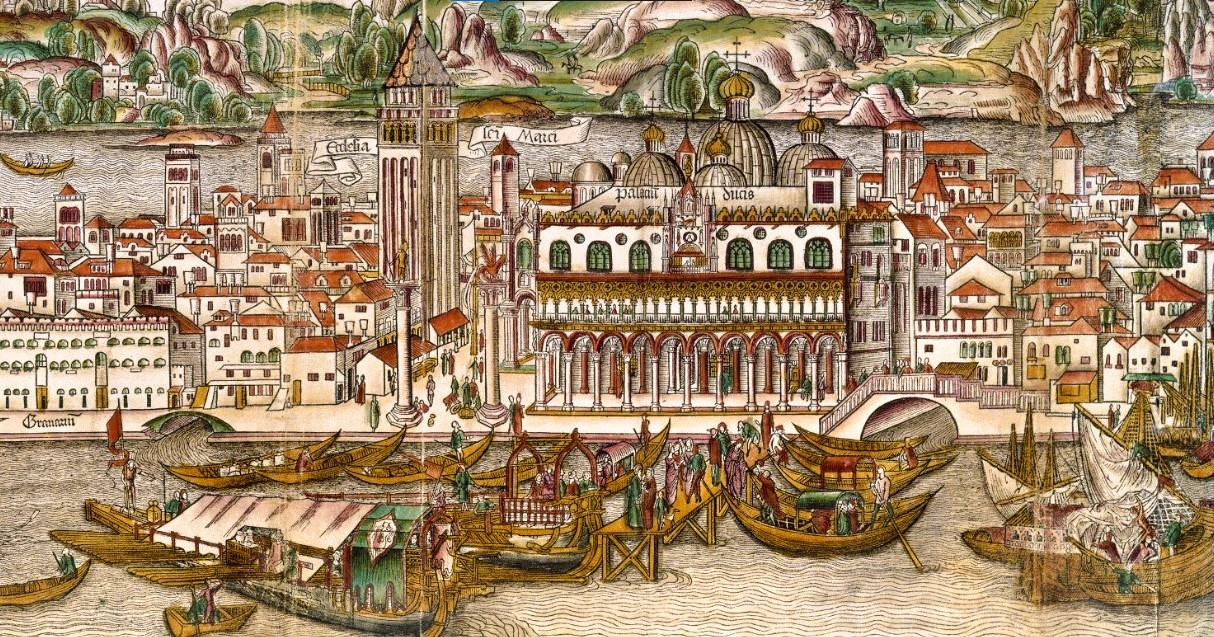
Le quai des Esclavons au XVe siècle.

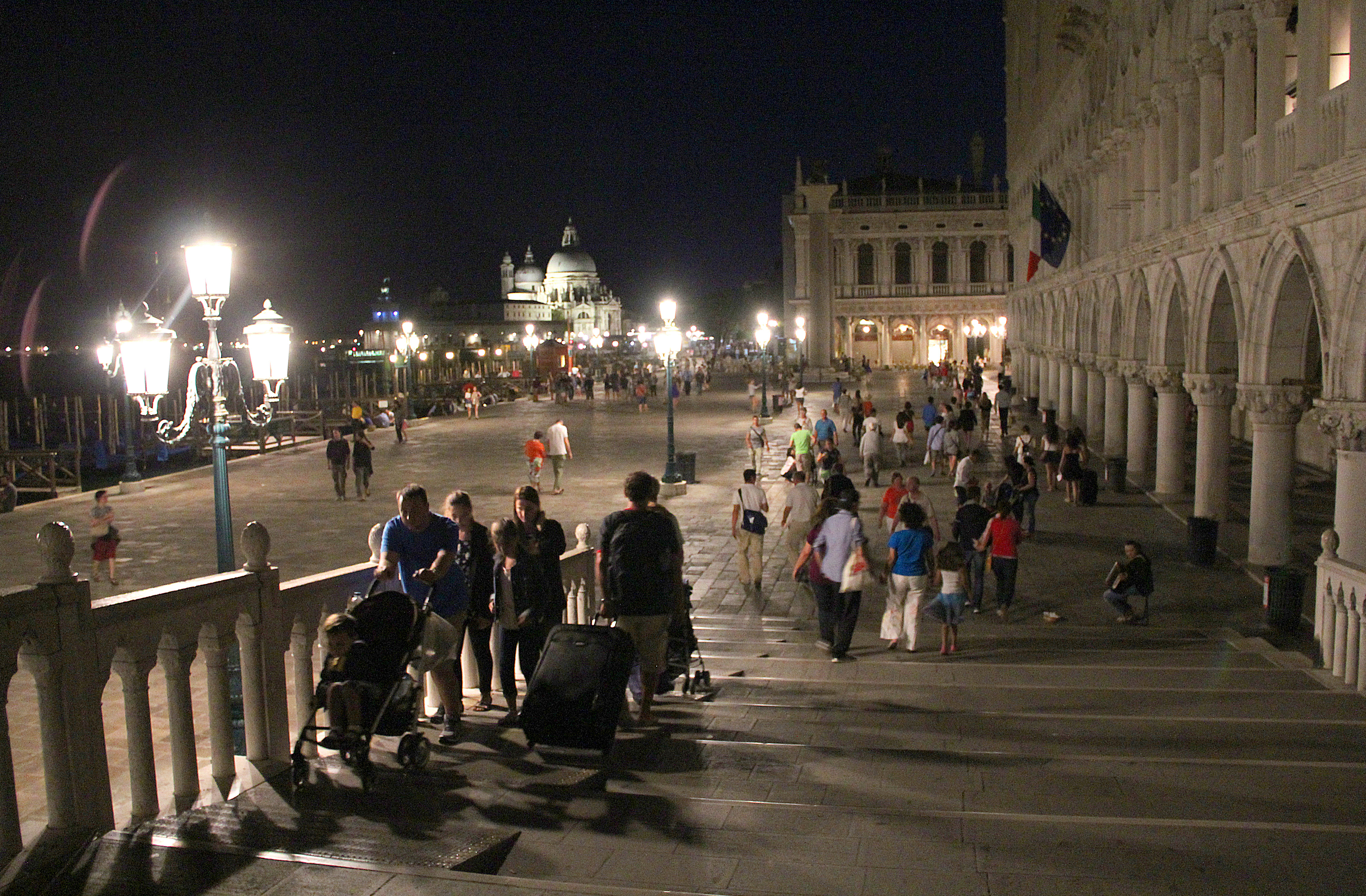
La Riva degli Schiavoni et son Molo de nuit.

Il a été construit au IXe siècle à partir de limon de dragage et a été nommé en l'honneur des Esclavons qui amenaient avec leurs navires marchands leurs produits à Venise depuis l'autre côté de la mer Adriatique pour exposer leurs stands commerciaux. Le littoral, en effet, faisait partie intégrante du port commercial de Venise et était d'une grande importance grâce à sa proximité avec la place Saint-Marc et le centre du pouvoir politique vénitien. 
Son nom rappelle aussi le rôle joué au Moyen Âge par Venise dans le commerce d'esclaves en provenance d'Esclavonie. 

## Les étals de marché

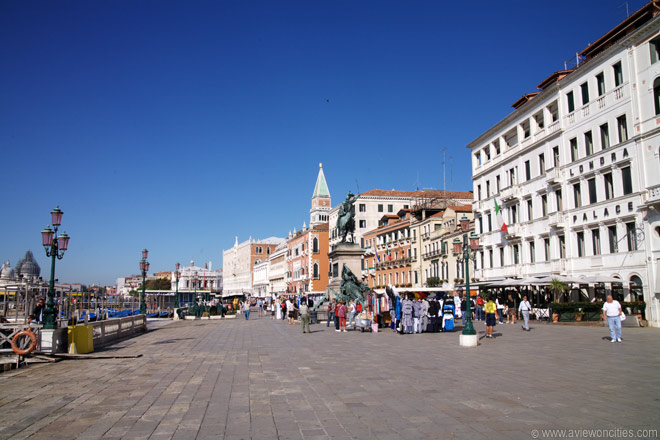
le marché aux étals

Les étals de marché qui peuplent la zone ont probablement pour origine le  XVe siècle, lorsque les Slaves et les Grecs se sont installés dans la région et on occupé l'endroit pour vendre la viande et le poisson séché près du quai.  Aujourd'hui, les stands sont toujours présents, même si la viande et le poisson séché ne font plus partie des denrées remplacées par des pâtisseries, confiseries de toutes sortes et de nombreux souvenirs vénitiens.

## Les Hôtels
Divers hôtel de grande renommée se situent le long du riva. Ainsi d'ouest en est l'hôtel Danieli, établi dans le palais Dandolo du XVe siècle, le Savoia e Jolanda, le Londra Palace, le Metropole et le Gabrielli (XIVe siècle).

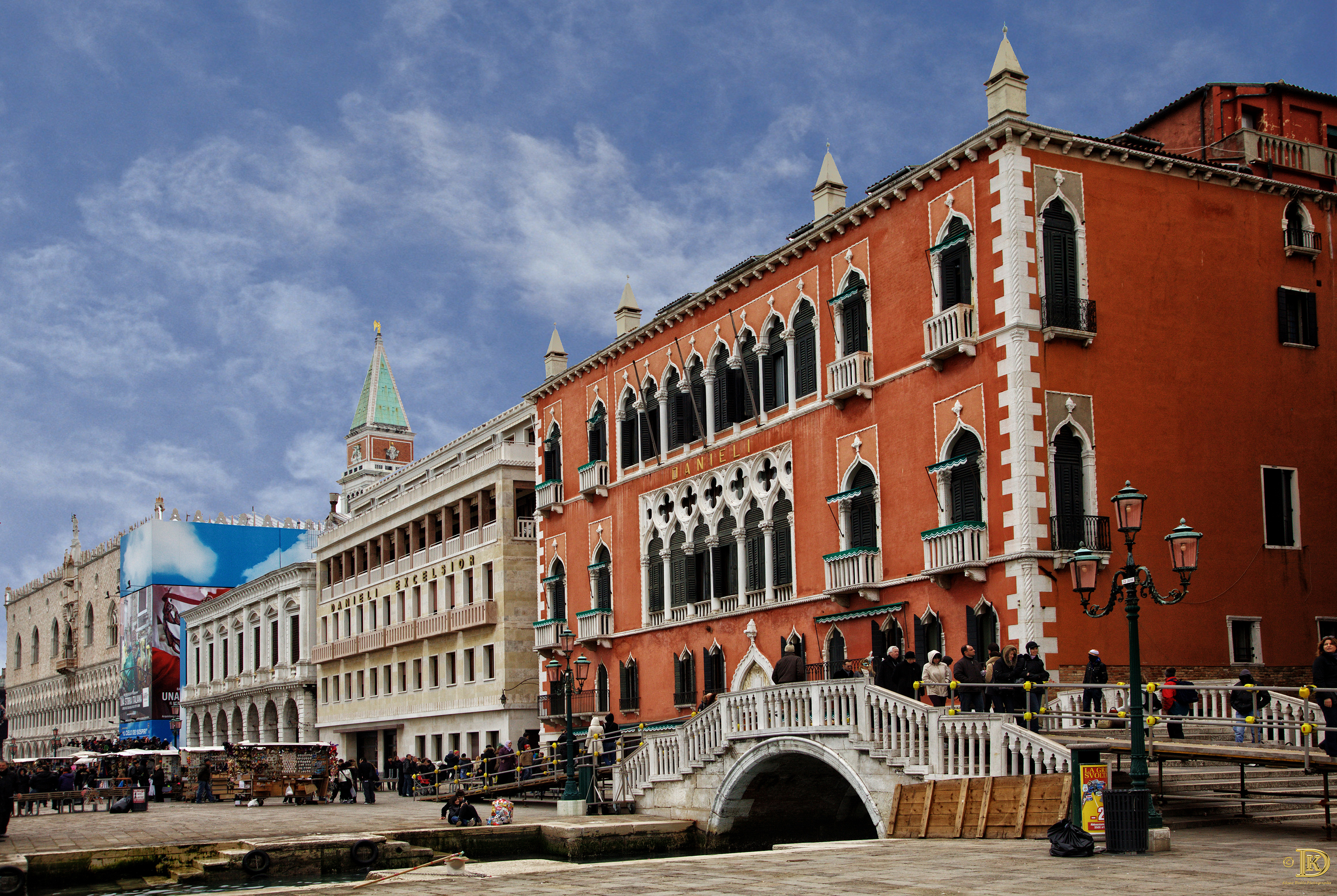
Hôtel Danieli.
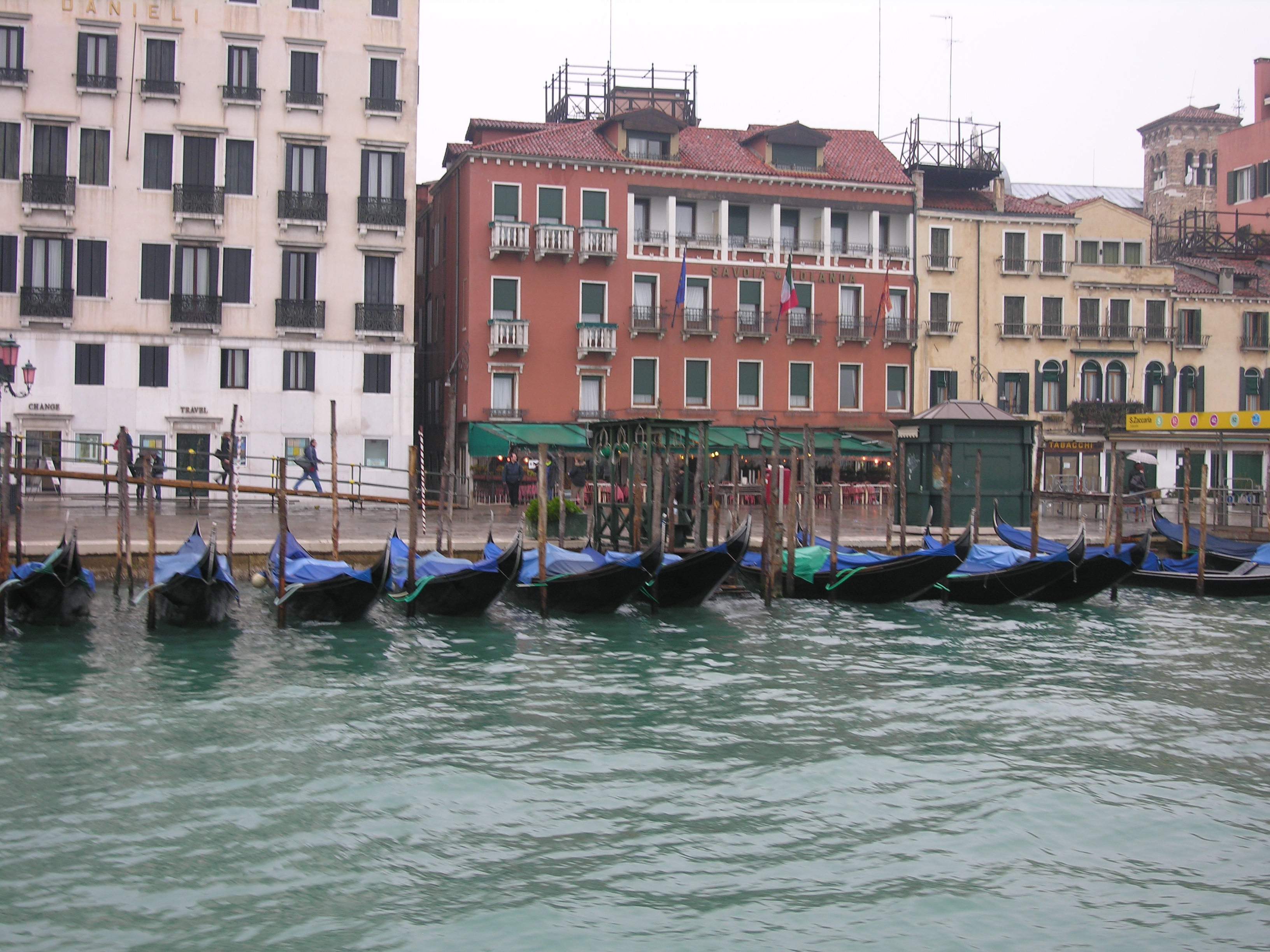
Hotel Savoia & Jolanda.
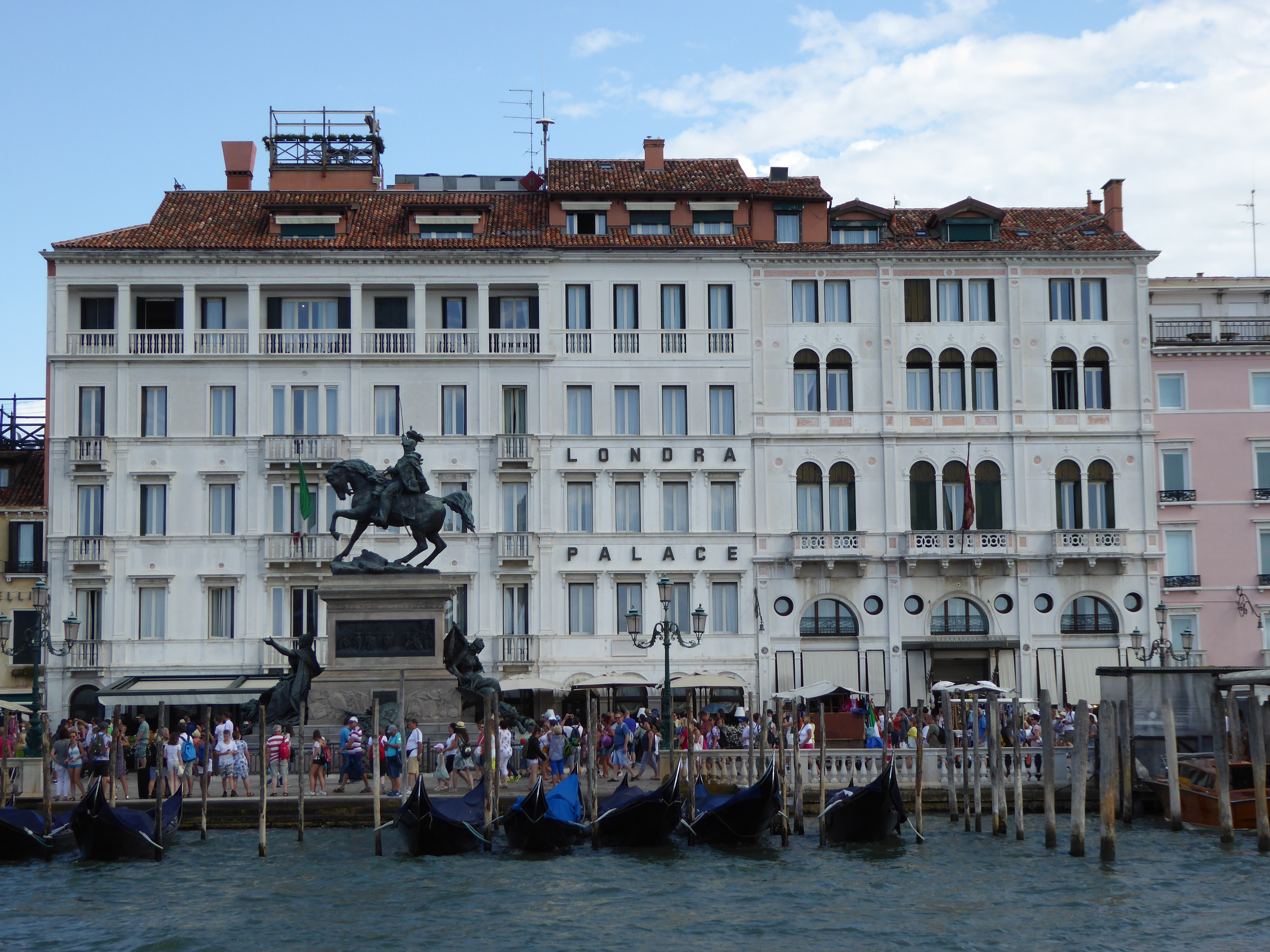
Hotel Londra Palace.
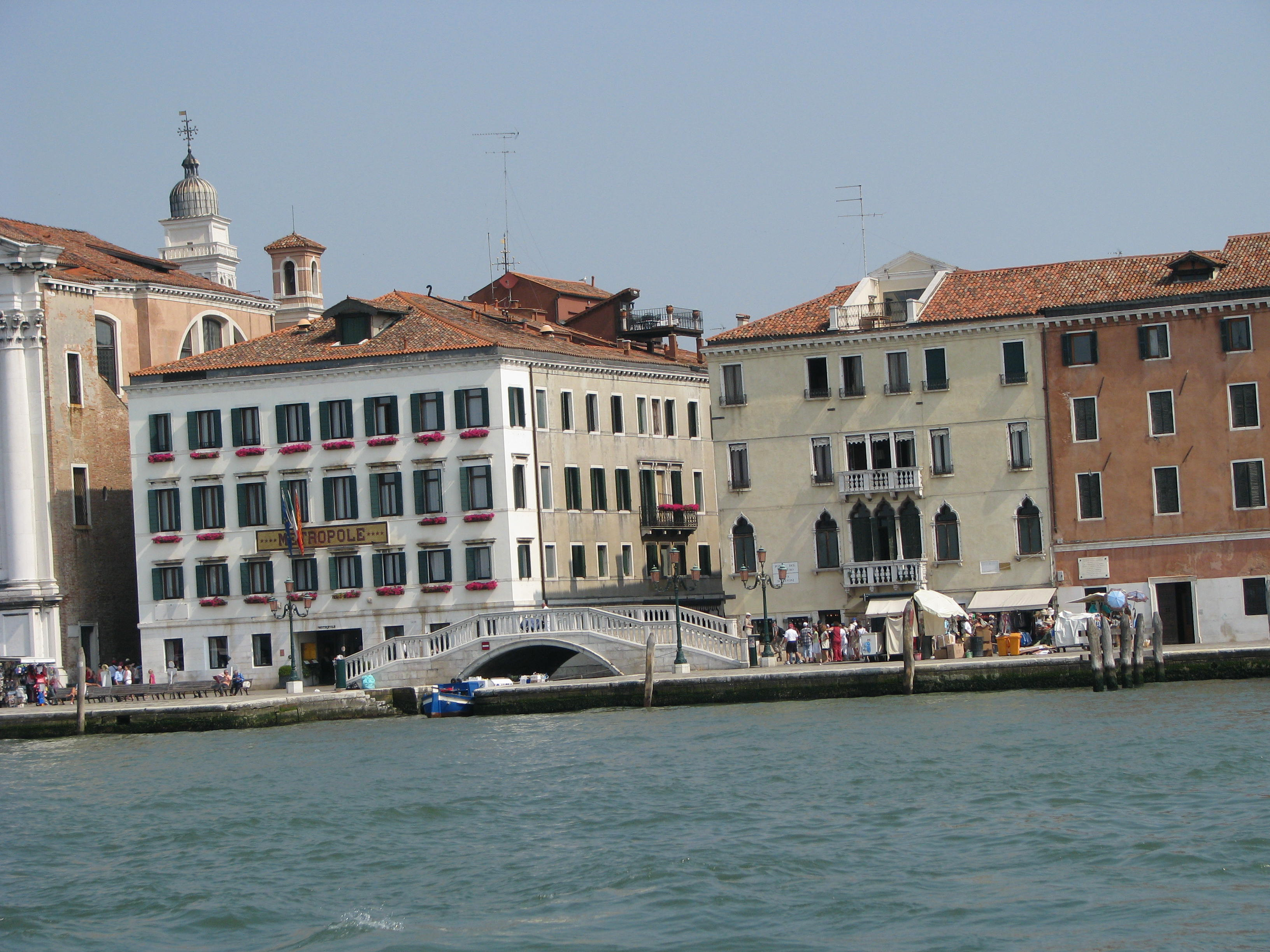
Hotel Metropole.
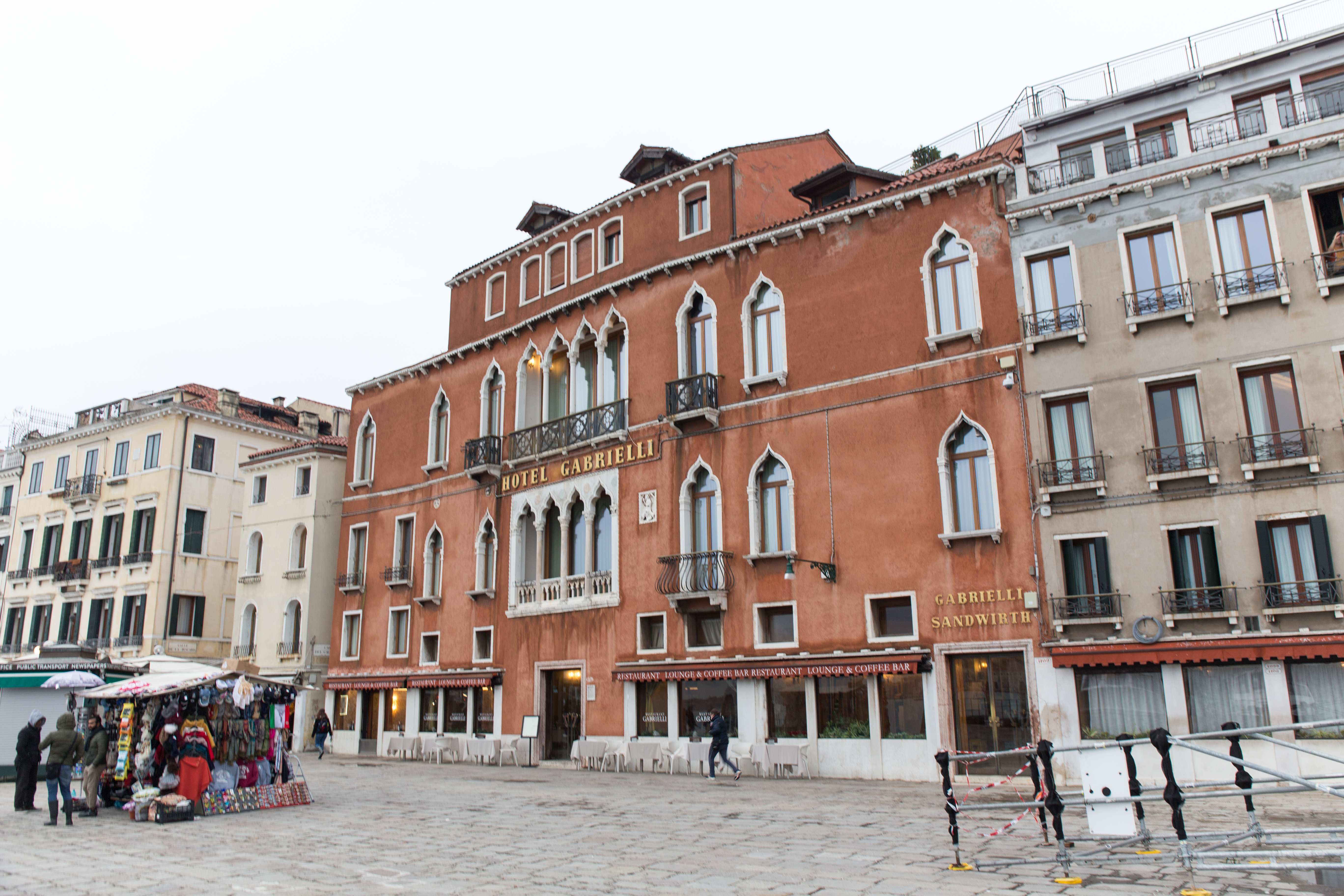
Hotel Gabrielli.

## Riva degli Schiavoni dans l'Art
Gabriele Bella, Canaletto et Francesco Guardi, peintres vénitiens de vedute du XVIIIe siècle, l'ont représentée à plusieurs reprises.
- Passeggio sulla riva degli schiavoni par Gabriele Bella, Pinacoteca Querini Stampalia,  Venise
- Riva degli Schiavoni depuis l'ouest, 1724-1730 par Canaletto; Kunsthistorisches Museum[3]

- La Piazzetta, le palais des Dogeset le quai des Esclavons, vers 1780; par Francesco Guardi Musée Nissim-de-Camondo, Paris

- Vue de Venise: la Piazzetta vue de la Riva degli Schiavoni par Camille Corot e 1835-1845, au Norton Simon Museum[4]

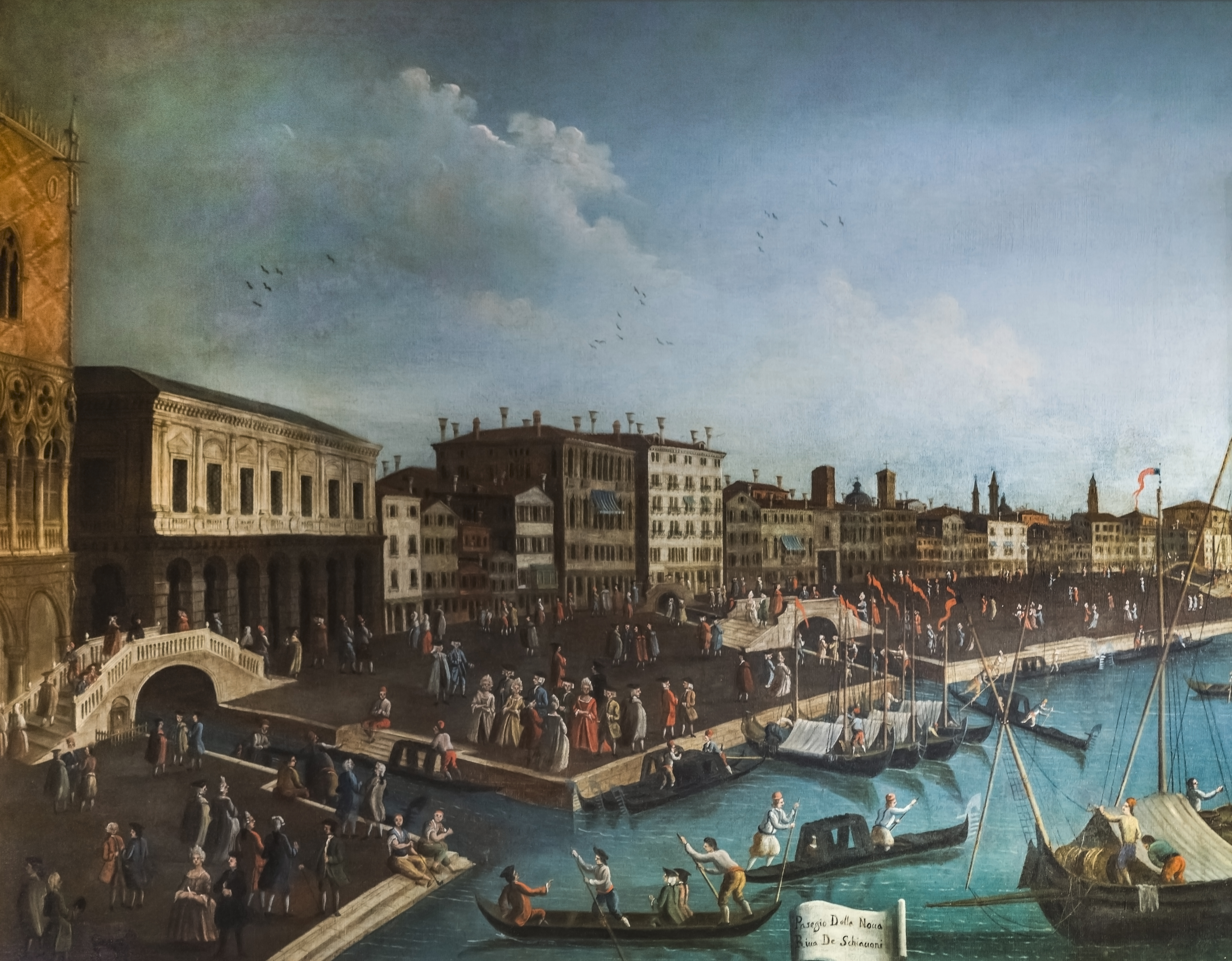
Passeggio sulla riva degli schiavoni Gabriele Bella Pinacoteca Querini Stampalia
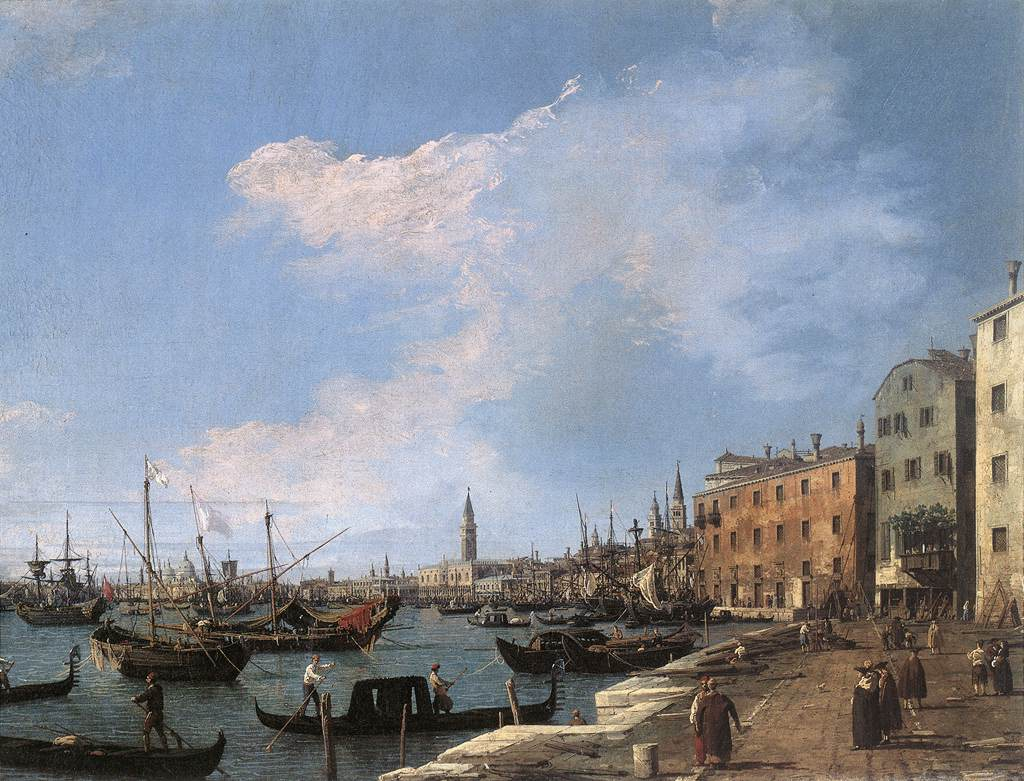
Riva degli Schiavoni depuis l'ouest, 1724-1730 Canaletto Kunsthistorisches Museum
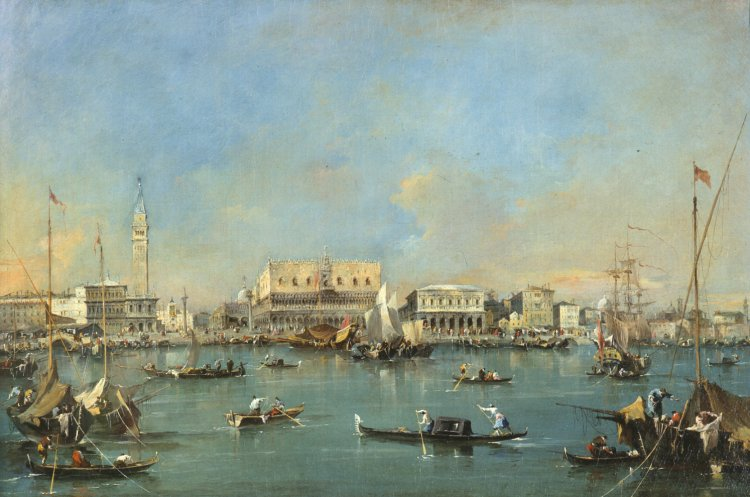
La Piazzetta, le palais des Doges et le quai des Esclavons, vers 1780 par Francesco Guardi Musée Nissim-de-Camondo, Paris
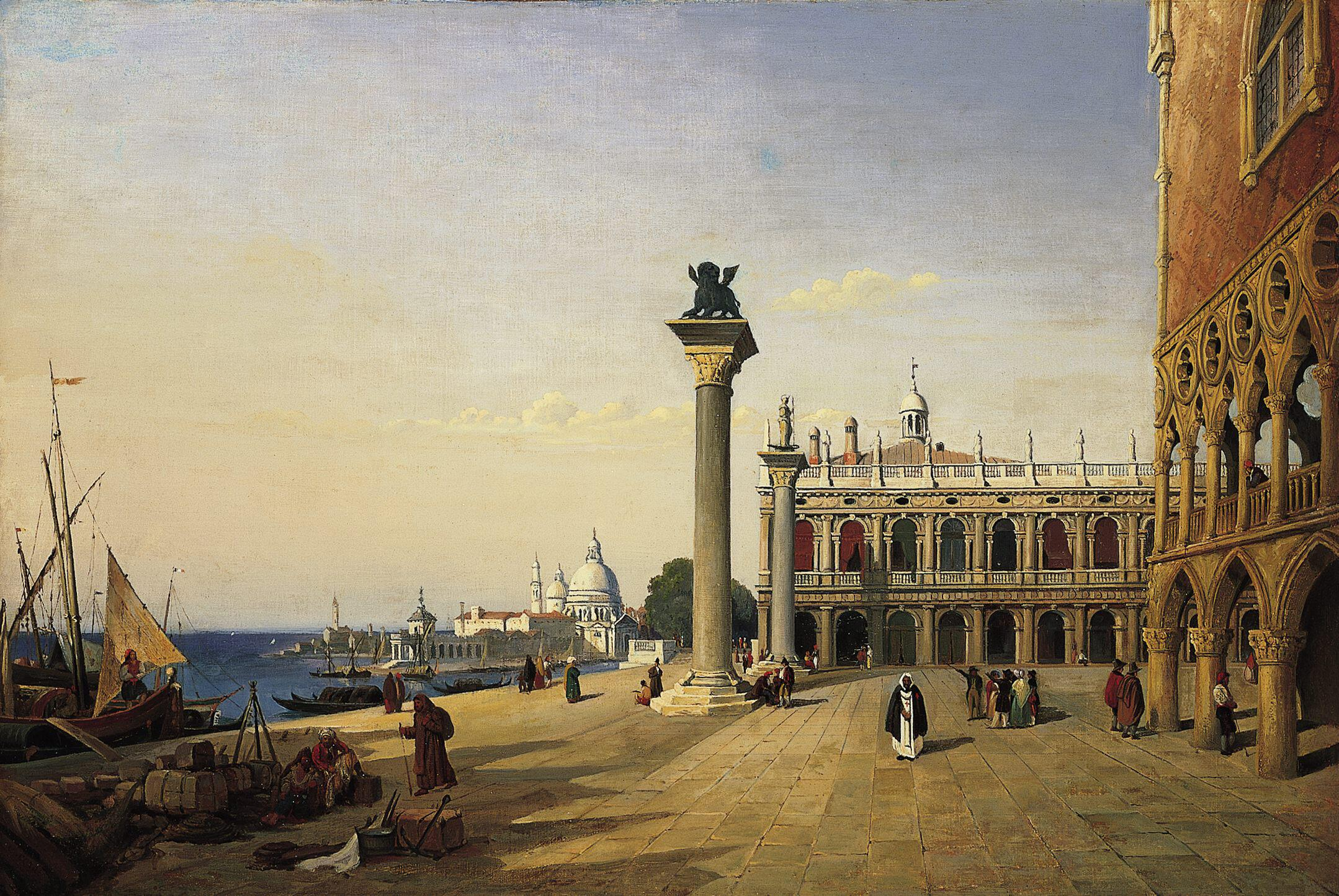
Vue de Venise: la Piazzetta vue de la Riva degli Schiavoni Camille Corot, 1835-1845 Norton Simon Museum